# 祥和苑

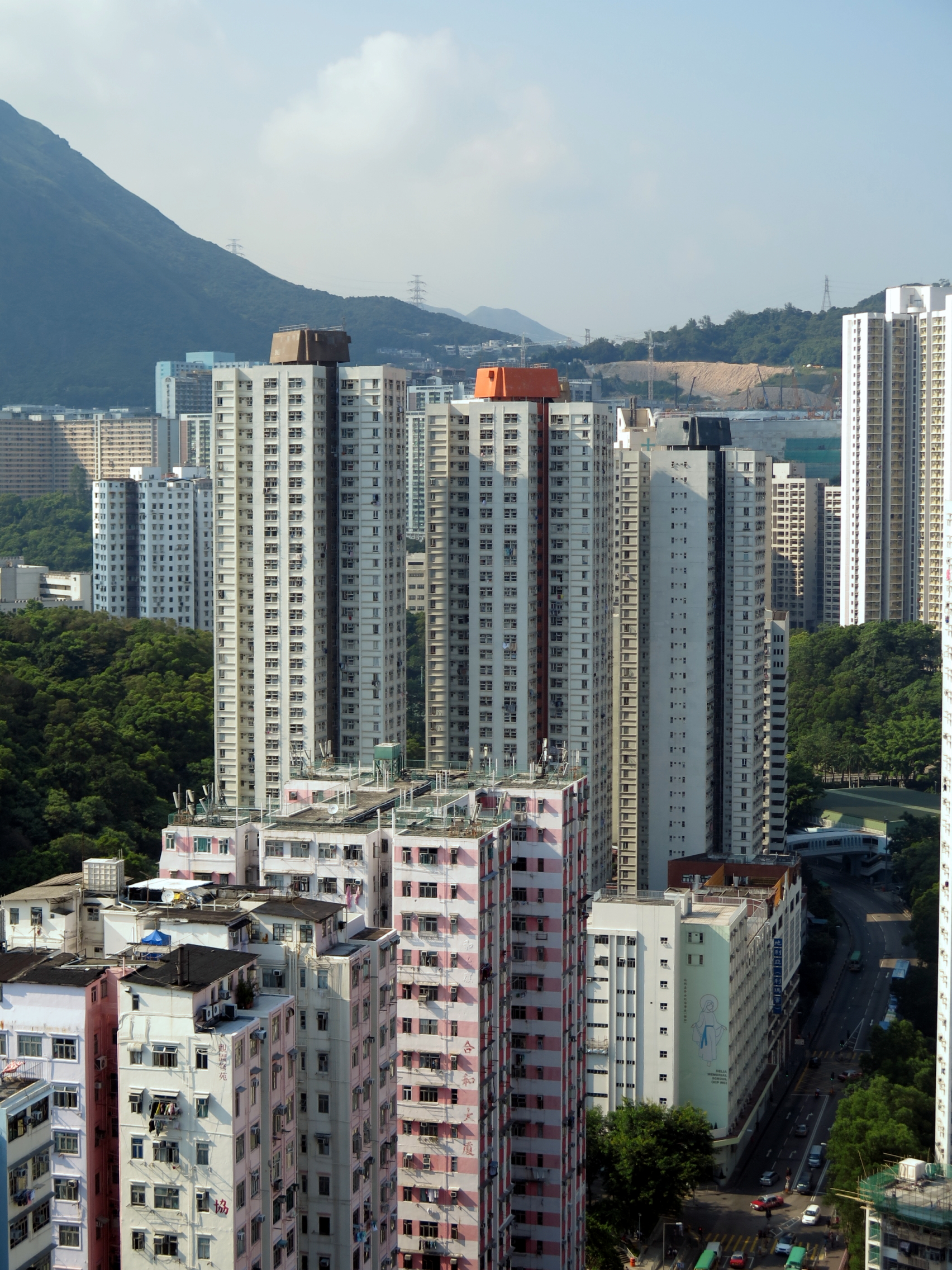
祥和苑其中三座

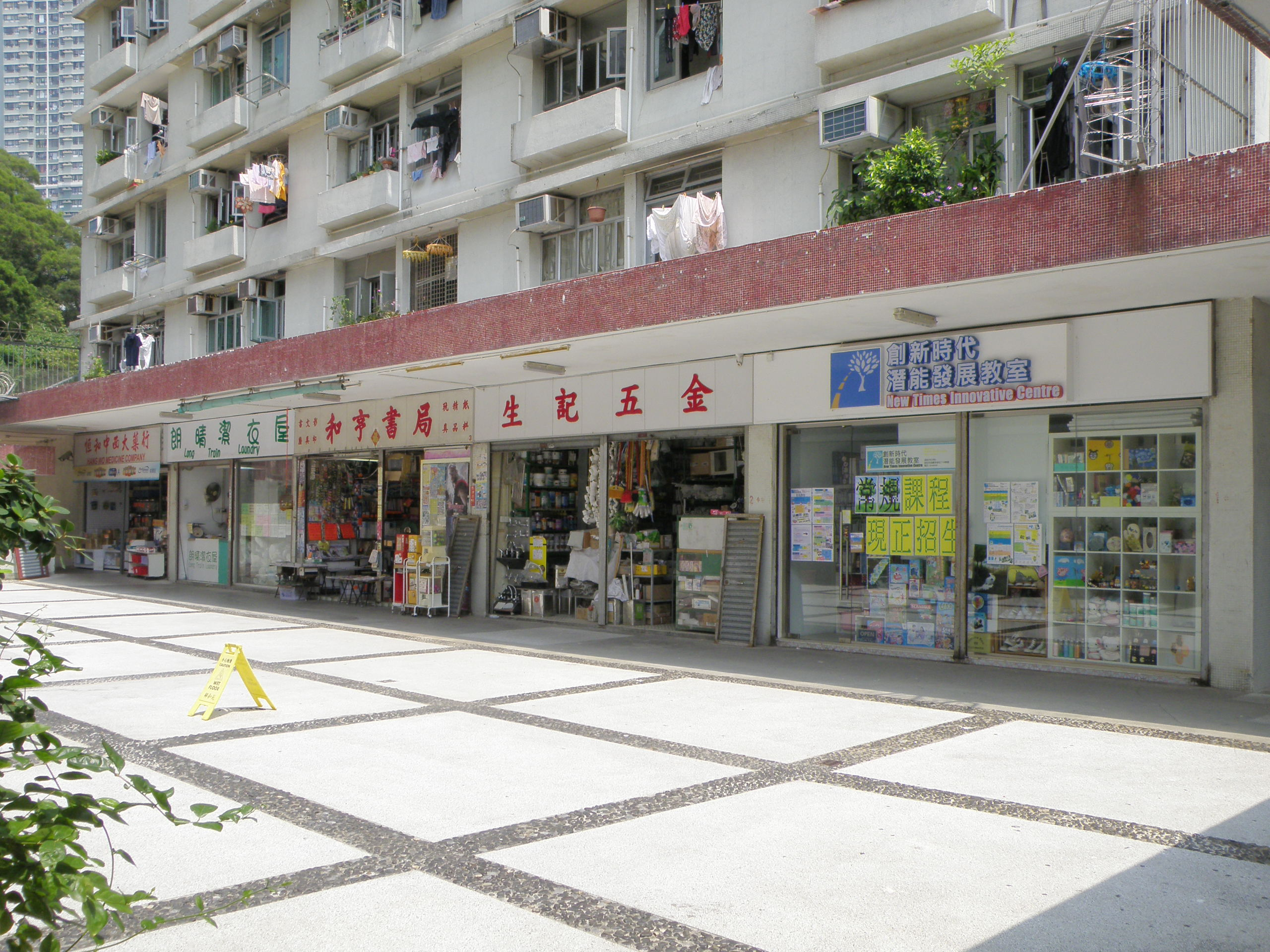
和亨閣地舖

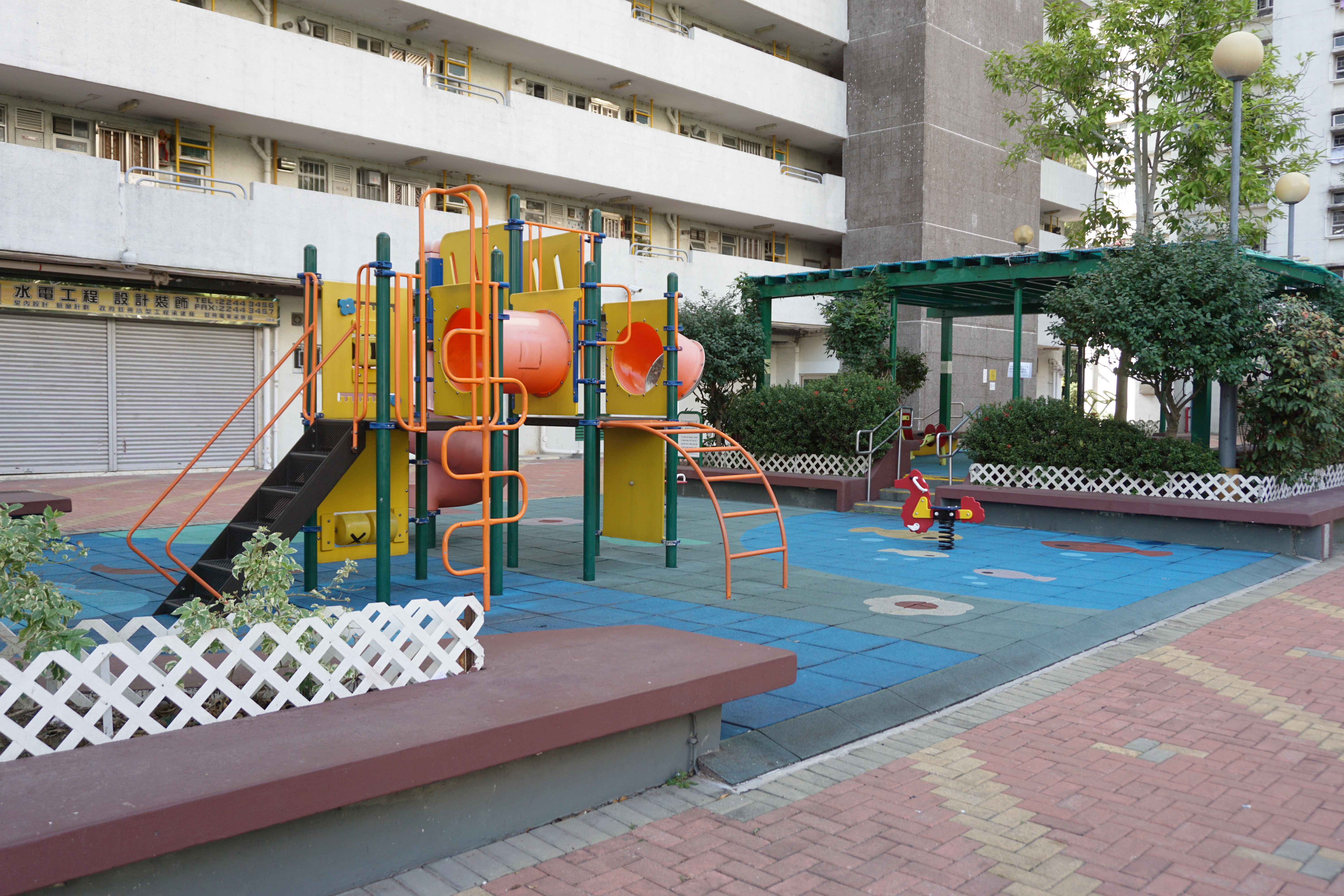
兒童遊樂場及健體區

祥和苑（英語：Cheung Wo Court）是香港一個居屋屋苑，位於九龍觀塘區觀塘協和街277號。祥和苑共有6座住宅樓宇，提供1584個住宅單位，另設一個小型商場和停車場。
祥和苑在1984年2月開售，為居者有其屋計劃計劃第五期乙。當中E座和亨閣為單方向長型大廈，兩翼成135度展開，全苑由有成建築承建。

## 屋苑資料
- 屋苑合共單位數目：1,584伙[2]
- 單位建築面積：46至63 m2（500至680 sq ft）
- 單位實用面積：38至52 m2（410至560 sq ft）（實用率：約83%）[2]
- 首次推出售價（$）: 148,200 - 305,800

### 樓宇
| 樓宇名稱（座號） | 樓宇類型     | 落成年份      | 層數 | 每層伙數 | 單位數目（伙） | 承建商   | 提供升降機的廠商     |
| ---------------- | ------------ | ------------- | ---- | -------- | -------------- | -------- | -------------------- |
| 和均閣（A座）    | 彈性十字一型 | 1984年5月29日 | 36   | 8        | 288            | 有成建築 | 奧的斯 VIP-260 (DC)  |
| 和悅閣（B座）    | 彈性十字一型 | 1984年5月29日 | 34   | 8        | 272            | 有成建築 | 奧的斯 VIP-260 (DC)  |
| 和誠閣（C座）    | 彈性十字二型 | 1984年5月29日 | 31   | 8        | 248            | 有成建築 | 奧的斯 VIP-260 (DC)  |
| 和健閣（D座）    | 彈性十字一型 | 1984年5月29日 | 34   | 8        | 272            | 有成建築 | 奧的斯 VIP-260 (DC)  |
| 和亨閣（E座）    | 單方向長型   | 1984年5月29日 | 18   | 12       | 216            | 有成建築 | 奧的斯 Spec V (ACVV) |
| 和通閣（F座）    | 彈性十字一型 | 1984年5月29日 | 36   | 8        | 288            | 有成建築 | 奧的斯 VIP-260 (DC)  |

和亨閣（E座）是祥和苑唯一單方向長型的住宅大廈，亦是全苑最矮及伙數最少的一座，只有18層高（樓層以電梯停層計），全座單位得216伙，但卻是全苑每層伙數最多的一座，一層多達12伙，有別其它座的每層只有8伙；此座獨特之處的是單位的廚房及浴室的窗戶包括抽氣扇裝設之處，抽油煙機管道出口及煤氣熱水器出氣處，以及其中一個主人房（稱睡房）的窗戶包括冷氣機裝設之處均向走廊，而走廊可以望向協和街以至秀茂坪一帶；除此之外，此座亦是苑內唯一一座住樓地面設有不同類型的商舖，例如，茶餐廳，洗衣店，五金舖等，形成苑內的開放式小商場。

## 鄰近設施
- 曉光街室內運動場
- 地利亞修女紀念學校（協和）
- 地利亞修女紀念學校（協和二中）
- 新生命教育協會呂郭碧鳳中學
- 觀塘瑪利諾書院

## 突發事件
- 1990年10月2日，觀塘曉光街發生八車連環相撞的車禍，涉及2部雙層巴士、5部私家車及1部的士，其中1部肇事雙層巴士撞向祥和苑的石躉，車禍中14人受傷。
- 1990年12月24日，祥和苑凌晨發生持槍劫案，兩夫婦在停車場被2名持槍男子打劫，損失30萬現款。

## 備註
1. ↑  全港只有一幢此類型樓宇，浴室及廚房窗戶向走廊的，兩翼成135度展開。

## 外部連結
- 房屋委員會祥和苑資料 （页面存档备份，存于）
- 祥和苑通訊